# Porte-écluse de la Ljubljanica
 (février 2023).
La porte-écluse de Ljubljanica (en slovène : Zapornica na Ljubljanici) est une écluse et un arc de triomphe sur la rivière Ljubljanica à Ljubljana, la capitale de la Slovénie. Elle est située dans le district central, à l'est de la vieille ville de Ljubljana. Elle a été conçue en 1939 par l'architecte slovène Jože Plečnik, qui l'a envisagé comme une sortie monumentale à la rivière Ljubljanica à sa sortie du centre-ville de Ljubljana. Il était également prévu de l'utiliser comme passerelle. La porte-écluse a été difficilement construite de 1940 à 1943,. Depuis juillet 2009, l'édifice est protégé comme monument d'importance nationale, avec d'autres œuvres majeures de Plečnik.